# Haus Trouet

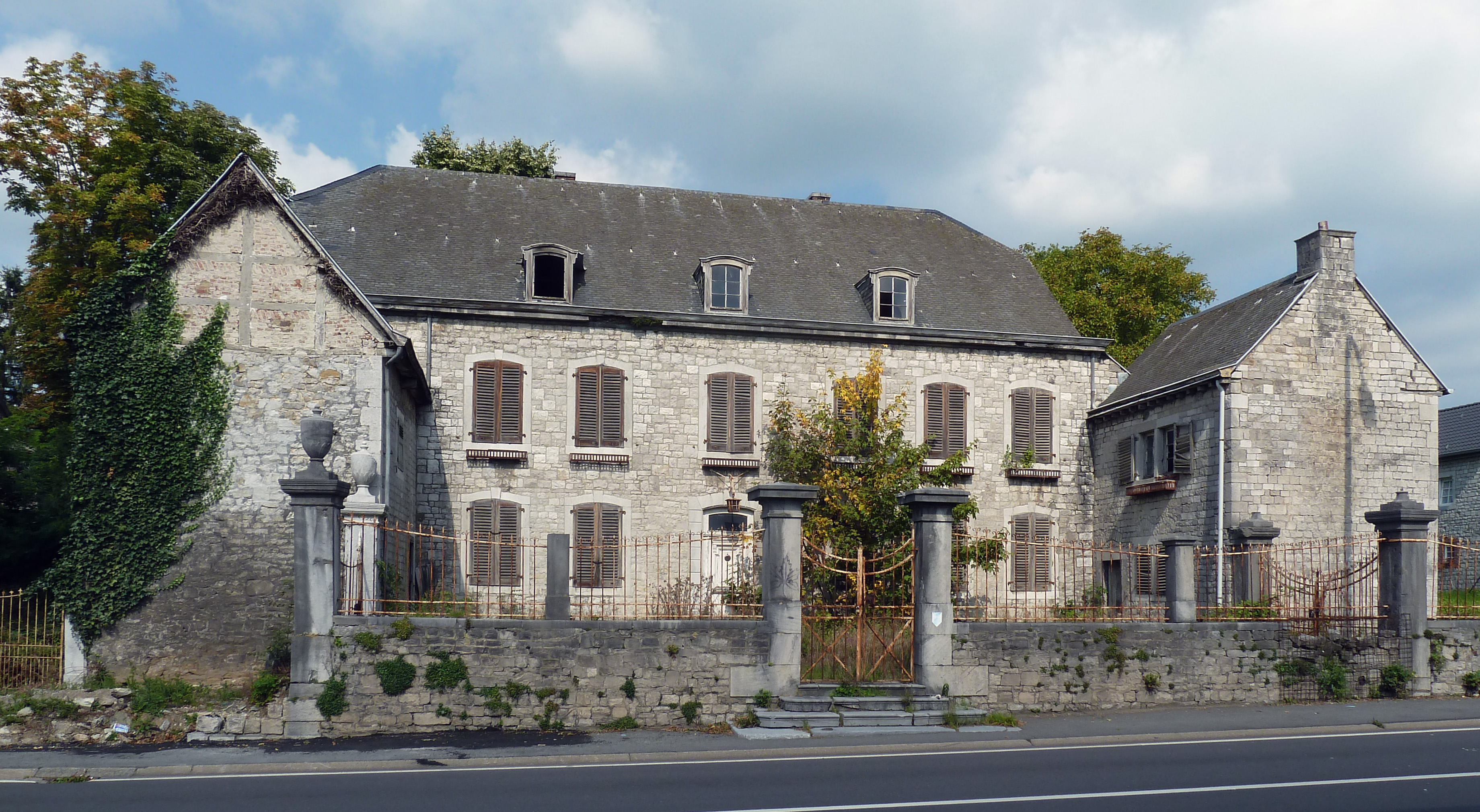
Eingangsfassade des Hauses Trouet, 2014

Haus Trouet, auch Haus Smets und Haus Schmetz genannt, ist ein Herrenhaus in der Eupener Straße 8 des Ortsteils Eynatten der belgischen Gemeinde Raeren. Große Teile des aus der zweiten Hälfte des 18. Jahrhunderts stammenden Gebäudes stehen seit dem 9. Juni 1995 unter Denkmalschutz. Die verschiedenen Bezeichnungen für das Haus gehen zurück auf die erste Eigentümerfamilie Smets (auch Schmetz) und die letzte Eigentümerin, die Familie Trouet.

## Geschichte
Im Jahr 1658 errichtete Johann Sigismund Smets am Ort des heutigen Gebäudes einen Vorgängerbau, von dem heute nur noch Partien im Keller erhalten sind. Von dem Errichtungsjahr kündet dort ein Türsturz mit der entsprechenden Jahreszahl. Das Haus aus dem 17. Jahrhundert ließ der Rentmeister und Steuereintreiber Johann Nikolaus Jakob Smets 1770 durch den heutigen Bau ersetzen, ehe er ihn nur wenige Jahre später veräußert.
1920 erwarb Léon Trouet, ein aus Malmedy stammender Notar und 1927/1928 Bürgermeister von Eupen, das Anwesen. Als ein Brand einen Seitenflügel des Hauses 1936 zerstörte, ließ er ihn wiederaufbauen. Seine Tochter Marie-Louise brachte das Gebäude samt einem dazugehörigen Bauernhaus und Stallungen am 27. Juni 2001 in eine Stiftung ein, um die derweil stark renovierungsbedürftigen Gebäude vor dem weiteren Verfall zu retten. Ziel war es, Haus Trouet zu einer Wohnstätte für Senioren zu machen. Die Stiftung erlangte aber niemals Rechtsgültigkeit, weil es versäumt wurde, ihre Satzungen im Belgischen Staatsblatt zu veröffentlichen, sodass die Planungen für das Anwesen im Jahr 2003 schließlich aufgegeben werden mussten. Die Eigentümerin wollte den Umbau zu Seniorenwohnungen nicht mehr und ebenso wenig die heruntergekommenen Gebäude verkaufen. Weil der Verfall aber derweil die öffentliche Sicherheit gefährdete, wurde sie schließlich Ende 2004 enteignet.
Neue Eigentümerin wurde eine Wohnungsbaugesellschaft, die das Anwesen gemeinsam mit der Wallonischen Region und der Gemeinde zu altersgerechten Wohneinheiten umgestalten wollte. Der Kaufpreis betrug 450.000 Euro. Marie-Louise Trouet versuchte allerdings, sich juristisch gegen die Enteignung zu wehren, sodass die Umbauarbeiten erst 2008 begonnen werden konnten. Im Juni 2011 waren die ersten Wohnungen in den einstigen Stallungen bezugsfertig, etwa zwei Jahre später konnten auch Wohneinheiten im ehemaligen Bauernhaus bezogen werden. Probleme gab es jedoch mit der Umgestaltung des denkmalgeschützten Herrenhauses. Unter anderem wegen der Denkmalschutzauflagen wäre der Umbau enorm teuer geworden, was mit dem Ziel, preiswerte Seniorenunterkünfte zu schaffen, nicht vereinbar gewesen wäre. Das Projekt war somit nicht realisierbar, und die Eigentümergesellschaft suchte anschließend mehrere Jahre lang erfolglos einen Pächter für das verfallene Herrenhaus, ehe sie es im Jahr 2017 schließlich zum Preis von 350.000 Euro an die Immobiliengesellschaft eines Raerener Unternehmers verkaufte.
Seit 2022 dient das ehemalige Haus Trouet als Event- und Business-Location, die den Namen „Maison Visavis“ trägt.

## Beschreibung

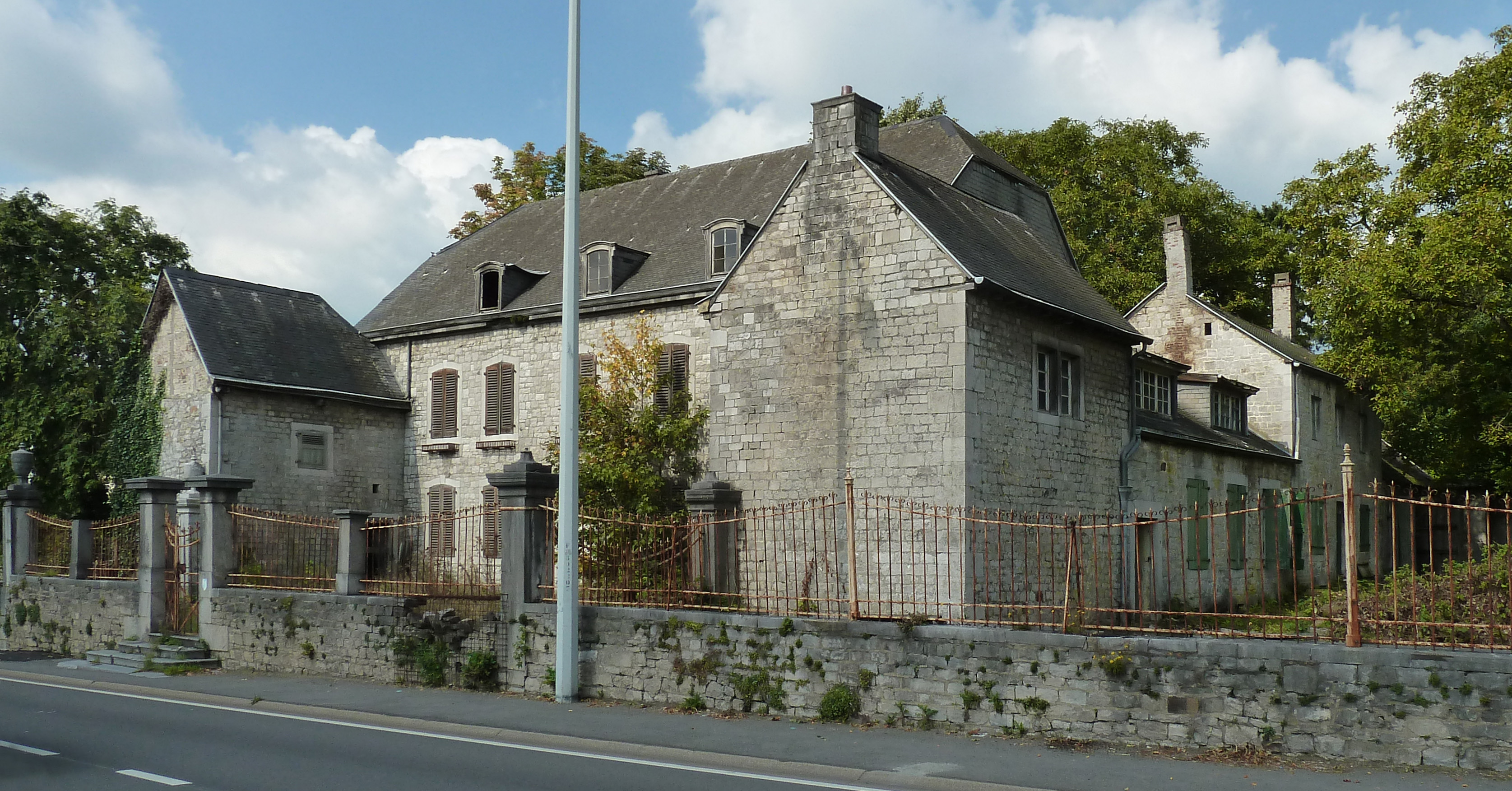
Haus Trouet, Ostansicht, 2014

Haus Trouet ist ein zweigeschossiges Gebäude aus Blausteinquadern, das ein Krüppelwalmdach mit kleinen Gauben besitzt. Am nordöstlichen und südwestlichen Ende schließen sich dem Mitteltrakt kurze, ebenfalls zweigeschossige Seitenflügel an, wodurch sich auf der Ostseite des Gebäudes ein kleiner Ehrenhof gebildet hat. Die zum Hof zeigende Fassade ist durch stichbogige Fenster mit Keilsteinen in sieben Achsen unterteilt, wobei die südlichste Achse mittlerweile durch den südwestlichen Seitenflügel verdeckt wird. Dieser besitzt einen Fachwerkgiebel und wurde früher als Stall sowie Heuboden genutzt. Der nordöstliche Seitentrakt weist zwei gekuppelte Fenster und einen groben Klötzchenfries in Höhe der Traufe auf.
Im Inneren besitzt das Gebäude 27 Zimmer und eine Wohnfläche von 600 m². Von der Innenausstattung steht aber nur die alte Holztreppe mit geschnitzten Geländern und Handläufen unter Denkmalschutz. Alle anderen geschützten Partien (Fassade, Dachstuhl und Umfassungsmauer) zählen zum Äußeren des Gebäudes.
Neben dem Herrenhaus gehören ehemalige Stallungen, ein Bauernhaus und ein 2110 m² großer Park zum Anwesen, das von einer brusthohe Mauer mit aufgesetztem Gitter eingefasst ist. Einige der quadratischen Mauerpfeiler tragen Vasen als Bekrönung.